# Плесовичи (Жлобинский район)
Плесовичи (бел. Плесавічы) — деревня в Коротковичском сельсовете Жлобинского района Гомельской области Белоруссии.

## География

### Расположение
В 31 км на юго-запад от Жлобина, 10 км от железнодорожной станции Мормаль (на линии Жлобин — Калинковичи), 113 км от Гомеля.

## Гидрография
На реке Плесовка (приток реки Ала). На западе сеть мелиоративных каналов.

## Транспортная сеть
Планировка состоит из чуть изогнутой широтной улицы, к которой на западе присоединяется короткая прямолинейная меридиональной ориентации улица. Застройка двусторонняя, деревянная, усадебного типа.

## История
Обнаруженный археологами курганный могильник (5 насыпей, 0,8 км на восток от деревни) свидетельствует о заселении этих мест с давних времён. По письменным источникам известна с XV века. В 1440 году Великий князь Литовский подарил село Плесовичи Рогачёвской волости пану Довкшу. После 2-го раздела Речи Посполитой (1793 год) в составе Российской империи. В 1885 году действовала церковь, в Степовской волости Бобруйского уезда Минской губернии. Согласно переписи 1897 года находились церковно-приходская школа, хлебозапасный магазин. В 1908 году в наёмном доме открыта земская школа, в начале 1920-х годов она переведена в национализированное здание.
В 1929 году организован колхоз. Во время Великой Отечественной войны в ноябре 1943 года оккупанты сожгли 122 двора и убили 30 жителей. Освобождена 26 июня 1944 года. 47 жителей погибли на фронте. Согласно переписи 1959 года в составе колхоза «Родина» (центр — деревня Коротковичи).

## Население

### Численность
- 2004 год — 56 хозяйств, 104 жителя.

### Динамика
- 1885 год — 28 дворов, 250 жителей.
- 1897 год — 66 дворов 390 жителей (согласно переписи).
- 1925 год — 103 двора.
- 1940 год — 125 дворов, 541 житель.
- 1959 год — 408 жителей (согласно переписи).
- 2004 год — 56 хозяйств, 104 жителя.